# Peggy McCay
Margaret Ann McCay (New York, 1927. november 3. – Greater Los Angeles Area, Kalifornia, 2018. október 7.) Emmy-díjas amerikai színésznő.

## Fontosabb filmjei
- Uncle Vanya (1957)
- Perry Mason (1958, 1963, tv-sorozat, két epizódban)
- Maverick (1959–1960, tv-sorozat, három epizódban)
- A csodakutya (Lad: A Dog) (1962)
- Room for One More (1962, tv-sorozat, 26 epizódban)
- FBI Code 98 (1963, tv-film)
- Laramie (1963, tv-sorozat, egy epizódban)
- San Francisco utcáin (The Streets of San Francisco) (1974, tv-sorozat, egy epizódban)
- Kojak (1977, tv-sorozat, egy epizódban)
- Promises in the Dark (1979)
- Lou Grant (1978–1982, tv-sorozat, kilenc epizódban)
- Porontyjárat (Bustin' Loose) (1981)
- Egy kórház magánélete (St. Elsewhere) (1983, tv-sorozat, két epizódban)
- Ármány és szenvedély (Days of Our Lives) (1983–2017, tv-sorozat, 645 epizódban)
- Út a mennyországba (Highway to Heaven) (1985, tv-sorozat, egy epizódban)
- Segítsetek, űrlakók! (UFOria) (1985)
- Murphy románca (Murphy's Romance) (1985)
- Porsche-tolvajok (No Man's Land) (1987)
- The Trials of Rosie O'Neill (1991, tv-sorozat, egy epizódban)
- Idegenek: Az Udara-örökség (Alien Nation: The Udara Legacy) (1997, tv-film)
- Pszichozsaru (Profiler) (1997, tv-sorozat, két epizódban)
- Amynek ítélve (Judging Amy) (2000, tv-sorozat, egy epizódban)
- Döglött akták (Cold Case) (2010, tv-sorozat, egy epizódban)

## Díjai
- Emmy-díj (1991)